# سس استیک

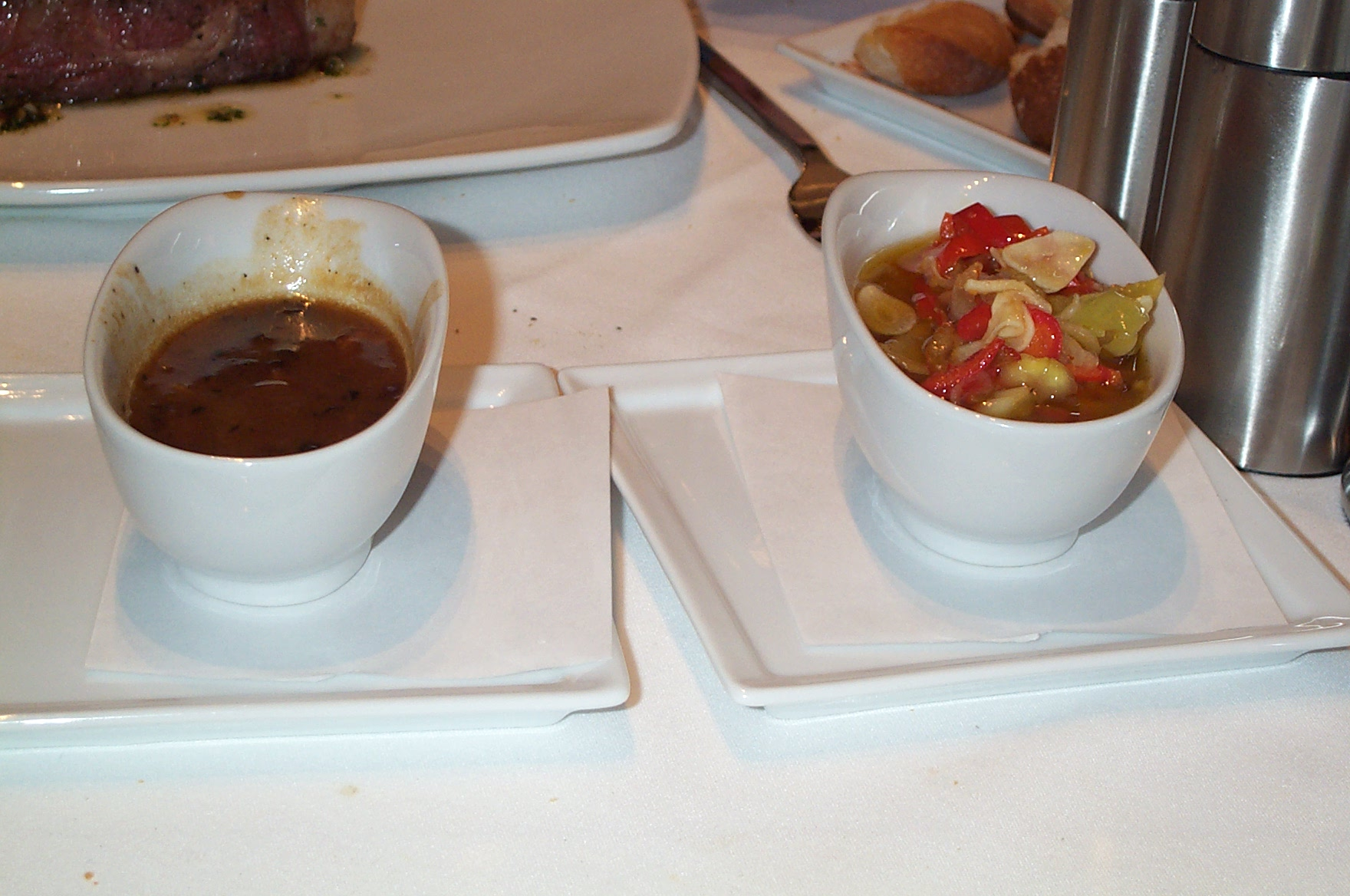
دو نوع سس استیک

الگو:Steakسس استیک یک سس تند است که معمولاً به عنوان چاشنی گوشت گاو در ایالات متحده سرو می‌شود. دو تا از تولیدکنندگان عمده آن شرکت‌های بریتانیایی هستند و سس آن شبیه به " سس قهوه ای " غذاهای بریتانیایی است.

## بررسی اجمالی

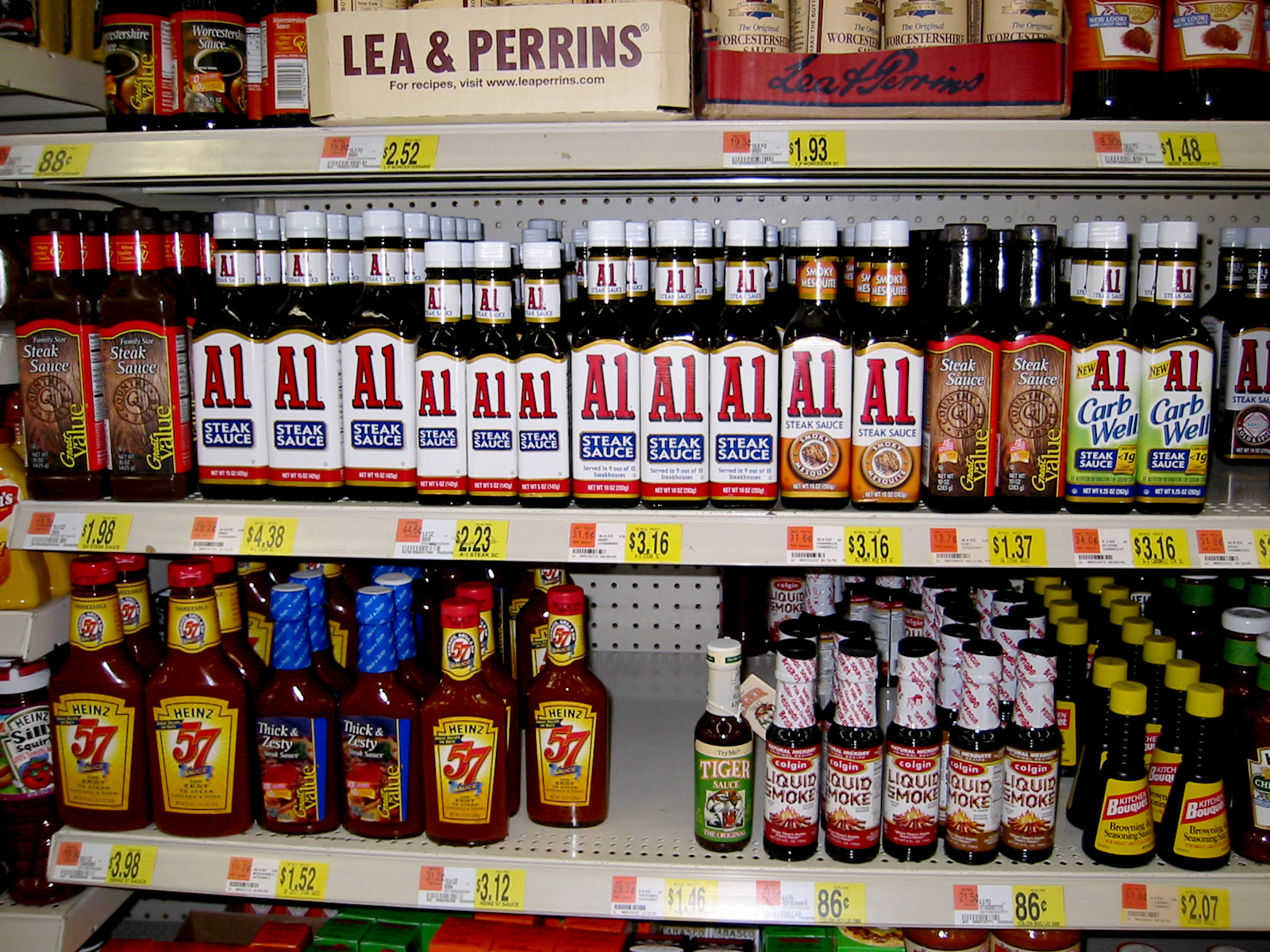
سس اِی وان استیک در فروشگاه‌های زنجیره‌ای وال مارت.

سس استیک معمولاً قهوه ای رنگ است و اغلب از گوجه فرنگی، ادویه جات ترشی جات، سرکه و کشمش و گاهی آنچوی تهیه می‌شود. طعم آن یا ترش یا شیرین است، با طعمی فلفلی شبیه به سس ووسترشر. سه برند اصلی در ایالات متحده عبارتند از  لی و پرینز بریتانیا، هاینز ۵۷ ایالات متحده، و سس A1 هندرسون بریتانیا که زمانی در ایالات متحده با نام "A1 Steak Sauce" فروخته می‌شد و سپس به " A.1" تغییر نام داد. سس ". همچنین برندهای منطقه ای متعددی وجود دارند که دارای انواع پروفایل‌های طعم هستند. چندین شرکت کوچکتر و تولیدکنندگان تخصصی سس استیک را نیز تولید می‌کنند، و اکثر فروشگاه‌های زنجیره ای عمده خواربار فروشی مارک‌های دارای برچسب خصوصی را ارائه می‌دهند. این سس‌ها معمولاً طعم کمی شیرین A1 یا Lea & Perrins را تقلید می‌کنند.
سس استیک هاینز که توسط شرکت هاینز تولید می‌شود، بر خلاف سایر سس‌های استیک است که دارای رنگ متمایز نارنجی مایل به زرد تیره است و طعم آن بیشتر شبیه سس کچاپ است که با دانه خردل چاشنی شده‌است. هاینز زمانی این محصول را به عنوان مزه «مثل سس کچاپ با ضربه» تبلیغ کرد.

## بیشتر خواندن
- Kenneth T. Farrell (August 31, 1998). Spices, Condiments and Seasonings. Springer. pp. 308–. ISBN 978-0-8342-1337-1. Retrieved November 25, 2012.